# Емель Емін
Емель Емін (Romanian pronunciation: [eˈmel eˈmin] (12 грудня 1938 , Добрич ) — румунська кримськотатарська поетка, перекладачка, тюрколог і педагог. Пише свої літературні твори турецькою мовою . Хоча більшість її поезій — верлібр, іноді вона використовує силабічний вірш і захоплюється арабською просодією . Тяжіючи до традиційних форм поезії вона також видала газель та рубаї . Входить дот складу Спілки письменників Румунії та Асоціації турецької мови в Туреччині .

## Життєпис
Емель Емін народилася 12 грудня 1938 року в містечку Пазарджик у Добруджі Румунського королівства . Трохи згодом, на початку Другої світової війни, Румунія поступилася Південною Добруджою Болгарії, і місто отримало іншу назву Добрич. У перші роки, проведені в Болгарії, Емель навчалася в педагогічній школі в Софії, а потім, у 1960 році, закінчила філологічний факультет Софійського університету імені Святого Климента Охридського, спеціалізується на сходознавстві . Працювала вчителем турецької мови в Добричі та в селі Белоградці Варненської області.
У 1967 році, вийшовши заміж за Атіллу в Румунії, вона переїхала на його малу батьківщину в Констанцу . Емель Емін була одним із перших викладачів турецької мови в Румунії. З 1972 року викладала в Педагогічній вищій школі в Констанці. З 1991 року вона обіймала посаду викладачки турецької літератури на факультеті літератури та педагогічному коледжі Університету Овідія в Констанці.
Літературні видання та журнали, які видавала Емель Емін, включають Renkler (Бухарест), Türk Dili (Анкара), Turnalar (Ізмір), IIS (Призрен), Kado (Ясси), Karadeniz (Констанца), Hakses (Констанца), Emel (Констанца).
Збірки віршів, які вона опублікувала в Румунії та Туреччині, включають Umut, Arzu, Hanımeli та Divan esintisi